# سميرة عباسي
سميرة عباسي (1965) رسامة إيرانية بريطانية. ولدت في مدينة الأهواز لعائلة عربية. هاجرت عائلتها إلى بريطانيا وهي في الثانية من عمرها. درست الرسم لأول مرة في برمنغهام بوليتكنيك ولاحقًا في كلية كانتربري للفنون. كانت لها معرض في لندن في الثمانينيات والتسعينيات القرن العشرين. هي حاصلة على العديد من الجوائز والمنح الدراسية، وفي عام 1997 حصلت على جائزة الرسم من الأكاديمية الملكية البريطانية.  أقامت العديد من المعارض الجماعية والفردية في لندن ونيويورك حيث أستقرت بها سنة 1998.

## سيرتها
ولدت سميرة عباسي في الأهواز، عاصمة محافظة خوزستان بإيران البهلوية سنة 1965 لعائلة عربية.  انتقلت عائلتها إلى لندن وهي في الثانية من عمرها. ونشأت في بريطانيا، درست الرسم في برمنغهام بوليتكنيك ثم كلية كانتربري للفنون.  حصلت على بكالوريوس الفنون الجميلة في الرسم من كلية الفنون سنة 1987. وبعد تخرجها عرضت أعمالها في لندن لمدة عشر سنوات ثم انتقلت إلى نيويورك بالولايات المتحدة الأمريكية عام 1998.
منحتها مؤسسة إليزابيث للفنون عضوية مدى الحياة تقديراً لعملها في تطوير برنامج EFA Studio. كما تعمل في مجلس إدارة EFA.

## مهنتها
بدأت منهتها في الرسم منذ الثمانينيات. حصلت على جائزة الأكاديمية الملكية للرسم عام 1997.  كان معرضها الفردي الأول في صالة ميركوري بلندن عام 1993.  طوال حياتها المهنية، عُرضت أعمالها دوليًا: في أوروبا والولايات المتحدة والشرق الأوسط. أعمالها موجودة في مجموعات خاصة وعامة بما في ذلك: متحف متروبوليتان، المتحف البريطاني، مجموعة الحكومة البريطانية الفنية، مجموعة برغر، مجموعة دونالد روبين ، مجموعة فرجام - دبي، مؤسسة ديفي - الهند، مؤسسة أوميد - إيران، ومجموعة غراي آرت غاليري في جامعة نيويورك.   وقد حصلت على زمالات وجوائز من مختلف المؤسسات ، منها مؤسسة بولاك-كراسنر  و Yaddo، ومؤسسة جوان ميتشل ، ومؤسسة Saltonstal، و (x2) NYFA ، ومنحة جامعة فيرجينيا. تم ترشيحها لجائزة Anonymous Was a Woman في عام 2018.